# 海南柿
海南柿（学名：Diospyros hainanensis）为柿科柿属下的一个种。其种加词“hainanensis”意为“海南的”。